# Кафяв ейл
Браун ейл (на английски: brown ale – в превод Кафяв ейл) е традиционна тъмна английска бира, тип ейл с алкохолно съдържание: 2,8 – 5,4 % об.

## История
През 18 век, британските кафяви ейлове са изключително популярни, но около 1800 г. този стил почти изчезва, тъй като пивоварите престават да използват тъмен малц като основа за производството. Светлите малцове са по-евтини, и поради тази причина се налагат в пивоварството, включително и в производството на портър и стаут.
Стилът „браун (кафяв) ейл“ е възобновен едва в края на 19 век, когато лондонския пивовар Ман прави бира с това име. Въпреки това, стилът става популярен едва след 1920 г. Браун ейловете от този период са значително по-силни от съвременните английски версии.
През 1927 г. пивоварната Tyne Brewery, част от обединението Newcastle Breweries в Нюкасъл, започва производството на „Newcastle Brown Ale“, който става най-популярната марка в този стил. През 1928 г. е разработено логото на марката – синя петолъчна звезда, символизираща петте пивоварни, влизащи в състава на Newcastle Breweries. През 1960 г. Newcastle Breweries се слива с шотландския концерн Scottish Brewers. Образуваната в резултат на сливането Scottish & Newcastle става една от най-големите пивоварни корпорации в света, но през 2006 г. активите ѝ са придобити от Carlsberg и Heineken International. Производствените активи във Великобритания и правата върху съответните търговски марки, включително „Newcastle Brown Ale“, преминават към Heineken International. Към 2008 г. „Newcastle Brown Ale“ е един от най-популярните английски ейлове с 42 % пазарен дял от британския пазар на бира в бутилки и кенове.
В Северна Америка стилът се развива под влияние на английските пивоварни традиции, съчетани с местни съставки и новаторството на американските домашни пивовари.
Някои класификации отнасят към групата на кафявите ейлове и т.н. майлд ейл.

## Видове английски браун ейлове
Английските кафяви ейлове обикновено са разделят на две подгрупи по географски признак.:
- Южноанглийски браун ейл (Southern English Brown Ale). Южноанглийските кафяви ейлове от „Лондонски тип“ са по-тъмни, по-сладки и с по-ниска плътност в сравнение със североанглийските. Цветът варира от светло до тъмно кафяв, до почти черен. Слаба прозрачност. Образува малка пяна с кремав до жълто кафяв цвят. Малцово-сладък вкус и аромат, с нотки на карамел и тъмни плодове, като сливи и/или стафиди. Алкохолно съдържание: 2,8 – 4,2 % об. Типични търговски марки са: Mann's Brown Ale, Tolly Cobbold Cobnut Nut Brown Ale;
- Североанглийски браун ейл (Northern English Brown Ale). Кафяв ейл от „Нюкасълски тип“, по-светъл, по-алкохолен, и с по-висока плътност в сравнение с южноанглийския кафяв ейл. Има за основа английски сортове хмел и малцове за майлд ейл или пейл ейл, като може да включва и по тъмни шоколадови малцове за получаване на характерните цвят и орехови свойства. Отличава се с тъмно-кехлибарен до червеникаво кафяв цвят и добра прозрачност. Образува слаба до умерена пяна с кремав до светъл жълто-кафеникав цвят. Има лек, сладък малцов аромат с бонбонени, орехови и/или карамелни нотки, както и ненатрапчив и свеж хмелен аромат. Във вкуса малцът и хмелът са балансирани, с полусух до сух финал. Алкохолно съдържание: 4,2 – 5,4 % об. Типични търговски марки са: Newcastle Brown Ale, Samuel Smith's Nut Brown Ale, Tolly Cobbold Cobnut Special Nut Brown Ale, Goose Island Hex Nut Brown Ale .

## Американски браун ейл
- Американският браун ейл (American Brown Ale) е кафява бира със силен вкус, създадена от американските домашни пивовари. В сравнение с американските пейл ейл и амбър ейл има по-изразени карамелени и шоколадени характеристики, които уравновесяват хмелната горчивина. В производството се използват светъл американски и европейски малц, както и кристални и по-тъмни малцове. Цветът е от светло до много тъмнокафяв. Прозрачна бира. Образува малка до умерена кремава до жълто-кафеникава пяна. малцов, сладък и наситен аромат, често с шоколадови, карамелни, орехови нотки. Мирисът на хмел е слаб до умерен. Малцов вкус, често с карамелени, шоколадови и печени свойства, със средна горчивина и слаб до умерен вкус на хмел. Алкохолно съдържание: 4,3 – 6,2 % об. Типични търговски марки са: Brooklyn Brown Ale, Great Lakes Cleveland Brown Ale, Avery Ellie's Brown Ale, Left Hand Deep Cover Brown Ale, Bell's Best Brown, North Coast Acme Brown, Lost Coast Downtown Brown, Big Sky Moose Drool Brown Ale.